# Shudokan Aikido
Shudokan Aikido – szkoła aikido nauczająca stylu Yōshinkan założona w latach 50. XX wieku przez Sensei Thamby Rajah w Malezji, nosząca nazwę nadaną jej przez Sensei Gozo Shioda (twórcę stylu Yōshinkan).

## Etymologia nazwy
Nazwa szkoły złożona jest z trzech znaków kanji
- Shu – studiować, uczyć się,
- dō – droga, ścieżka,
- kan – dom, miejsce,

co łącznie tłumaczone może być jako „miejsce, gdzie naucza się drogi/stylu (Yōshinkan)”.

## Shudokan Aikido obecnie
Wyróżnić można dwie linie rozwoju dziedzictwa szkoły Shudokan, obie wywodzące się od Sensei Thamby Rajah (9 dan) i jego szkoły Shudokan Institute Of Aikido International.
- Linia szkoły Aikido Shudokan (Melbourne, Australia), na czele której stoi Sensei Joe Thambu (8 dan)[3], a do chwili śmierci (w dniu 23 grudnia 2017) pozostawała pod opieką Sensei Kyōichi Inoue (10 dan Yoshinkan Aikido). Sensei Joe Thambu trenowanie aikido rozpoczął w wieku 11 lat pod kierunkiem swojego wuja Thamby Rajah, a pierwszy czarny pas (1 dan, shodan) otrzymał już w wieku w wieku 18 lat. W Polsce linię reprezentuje Aikido Shudokan (Gliwice) prowadzona przez Sensei Paweł Felisiak (6 dan)[4].
- Linia wywodząca się od Sensei Edwin W. Stratton (9 dan, 1936-2000) Shudokan Institute of Aikido International, również ucznia Sensei Thamby Rajah, której tradycje dziedziczy szkoła Black Belt Shudokan Aikido (Nottingham, Wielka Brytania), na czele której stoi Sensei Ken Robson (7 dan)[5]. W Polsce linię reprezentuje Shudokan Aikido Akademia Czarnych Pasów (Katowice) prowadzona przez Sensei Przemysław Dworaczek (3 dan).

Ze szkołą Shudokan Aikido bardzo mocno związany jest Sensei Robert Mustard (8 dan). Obie linie szkoły Shudokan Aikido oraz szkoła Aikido Yoshinkan Burnaby ściśle współpracują ze sobą m.in. w ramach Shudokan Aikido Summer School prowadzonych wspólnie przez Sensei Joe Thambu, i Sensei Robert Mustard i Sensei Ken Robson.